# Panga Krim
Panga Krim es un municipio (chiefdom) del distrito de Pujehun, situado en la provincia del Sur, Sierra Leona. Según el censo de 2021, tiene una población de 6737 habitantes.
Está ubicado al sur del país, junto a la costa del océano Atlántico, el río Mano y la frontera con Liberia.